# 아일랜드의 유로 주화
아일랜드의 유로 주화 앞면에는 아일랜드의 전통적인 상징인 하프가 그려져 있다. 아일랜드의 유로 주화 디자인은 잘라스 헤이스(영어: Jarlath Hayes)가 맡았으며 주화에는 유럽 연합의 상징인 12개의 별과 발행 연도 그리고 "아일랜드"(아일랜드어: Éire)가 쓰여져 있다.

## 아일랜드의 유로 주화 디자인
| € 0.01 | € 0.02 | € 0.05          |
| ------ | ------ | --------------- |
|        |        |                 |
| 하프   |        |                 |
| € 0.10 | € 0.20 | € 0.50          |
|        |        |                 |
| 하프   |        |                 |
| € 1.00 | € 2.00 | € 2 주화 모서리 |
|        |        | 2와 별 2개      |
| 하프   |        |                 |